# Mariana Muñoz
Mariana Muñoz (Antioquia, Colombia; 2 de enero de 2003) es una futbolista colombiana. Juega en la posición de mediocampista en el América de Cali de la Liga Profesional Femenina de Colombia.
Su debut como profesional fue en la Liga Femenina de Colombia con Atlético Nacional el 17 de octubre de 2020.

## Selección nacional
Hace parte de la selección sub-20 de Colombia, y fue la autora del gol del triunfo por 1-0 sobre Alemania en la Copa Mundial Sub-20 de Costa Rica 2022.

### Participaciones en Campeonatos Sudamericanos
| Competición                     | Categoría | Sede  | Resultado   |
| ------------------------------- | --------- | ----- | ----------- |
| Campeonato Sudamericano de 2022 | Sub-20    | Chile | Subcampeona |

### Participaciones en Mundiales
| Copa                | Sede       | Resultado        | Partidos | Goles |
| ------------------- | ---------- | ---------------- | -------- | ----- |
| Mundial Sub-20 2022 | Costa Rica | Cuartos de final | 4        | 1     |

## Clubes
| Club              | País     | Año           |
| ----------------- | -------- | ------------- |
| Atlético Nacional | Colombia | 2020-2022     |
| América de Cali   | Colombia | 2022-presente |

## Palmarés

### Títulos nacionales
| Título                       | Club                | País     | Año  |
| ---------------------------- | ------------------- | -------- | ---- |
| Juegos Deportivos Nacionales | Selección Antioquia | Colombia | 2019 |